# Hypertext

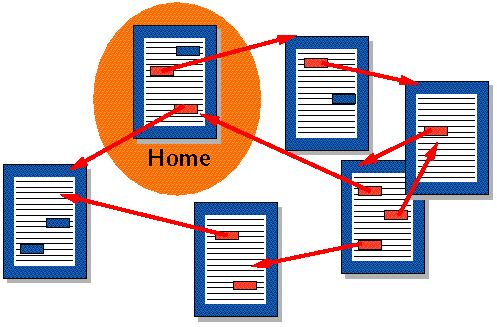
Hypertextový systém.

Hypertext je způsob strukturování textu, který není lineární. Obsahuje tzv. hyperlinky neboli česky (hypertextové) odkazy. Rovněž odkazuje i na jiné informace v systému a umožňuje snadné publikování, údržbu a vyhledávání těchto informací. Nejznámějším takovým systémem je World Wide Web.

## Historie
Pravděpodobně první popis této myšlenky přišel v roce 1945, kdy Vannevar Bush napsal článek v The Atlantic Monthly nazvaný „As We May Think“ o zařízení budoucnosti, které nazval „Memex“. Popsal tento přístroj jako elektronicky připojený do knihovny a schopný zobrazovat knihy a filmy z knihovny a také automaticky sledovat odkazy.
Memex uměl více než sledovat odkazy. Byla to pomůcka také pro vytváření odkazů. Použitá technologie byla kombinace elektromechanických ovladačů a mikrofilmových kamer a čteček, integrovaných v jednom velkém stole. Většina mikrofilmů knihovny by byla součástí stolu, s možností přidávat nebo vyměňovat cívky mikrofilmů. Mohl by být také používán bez spojení, s generováním informací na mikrofilm, snímáním fotografií z papíru nebo průhledné dotykové obrazovky. Memex byl více než hypertextový stroj, byl to předchůdce personálního počítače, založený na mikrofilmu.
Článek z listopadu 1945 v Life magazínu, který ukázal první ilustrace, jak by mohl Memex desk vypadat, ukázal také ilustrace kamery připevněné na hlavě pro experimentující vědce, a obrázky psacího stroje s rozeznáváním hlasu a s čtením textu pomocí hlasové syntézy. Celkově byl Memex pravděpodobně prvním praktickým popisem něčeho, co dnes nazýváme „kancelář budoucnosti“.
Bushův teoretický koncept uskutečnil v praxi Douglas Engelbart, když počátkem šedesátých let vytvořil první hypertextový systém fungující v síťovém prostředí.
Počítačový vědec Ted Nelson poprvé použil slovo hypertext v roce 1965. Nelson chápal hypertext především jako nové médium, jež rozšiřuje možnosti kreativní práce s textem. Popsal hypertext jako nesekvenční, nelineární [text] s rozvětvenou strukturou, která se skládá z textových bloků propojených (prolinkovaných) různými spojeními a nabízí čtenáři různé čtecí trasy. Své vize se snažil realizovat v celoživotním projektu [XANADU], jehož cílem bylo vytvořit totální hypertext – docuversum (složenina slov document a universum), který by shromažďoval a propojoval všechny existující texty. Projekt nebyl nikdy dokončen.
Nelsonova práce, mnoho dalších počátečních hypertextových systémů a populární „HyperCard“ aplikace dodávaná s počítači Macintosh, byly rychle zastíněny úspěchem World Wide Webu, navrženým Timem Berners-Lee, i když mu chyběly některé vlastnosti původních systémů, jako jsou typed links, transclusion a source tracking.
Profesor Brownovy University, autor knihy Hypertext 2.0., George P. Landow, chápe hypertext jako praktické naplnění mnoha aspektů poststrukturalistické i postmoderní koncepce otevřeného textu (opuštění paradigmat centra a okraje, hierarchie, linearity). Tím se hypertext odlišuje od tištěných médií, pro která je typická linearita, kontinuálnost a hierarchie, která vyplývá z jejich trojrozměrné povahy. Způsob četby představuje základní odlišnost textu klasického od hypertextu, který předpokládá multisekvenční čtení. V hypertextu čtenář označuje kurzorem link (na Internetu nejčastěji podtržený a podsvícený text), který nese metaobsah (hypertextovou adresu jiného dokumentu), aktivuje jej a na obrazovce se objeví obsah odkazovaného materiálu.

## Podstata hypertextu
Z povahy hypertextu jakožto média vyplývá, že v něm neexistuje centrální, hlavní text, kterému jsou jiné texty podřazeny, jak je tomu v prostorové koncepci tištěné stránky. Princip organizace, hierarchie a nakládání s odkazy závisí na čtenáři, jehož role se v hypertextovém prostředí posouvá blíže k roli autora. Čtenář se aktivně účastní posledního publikování textu – „čte“ tak, že určuje finální organizaci i hierarchii textu, navíc se vyjadřuje k přečtenému, může vytvořit další odkaz, a tím se stává i autorem. Ten naopak kontrolu nad svým textem ztrácí, protože hypertext je útržkovitý, atomizovaný do bloků textů, které jsou nezávislé a samostatné – autor nemůže určit, v jakém pořádku bude čtenář jeho text číst ani s jakým dalším materiálem bude jeho text propojen. Autorův text už není kanonický, ale rozptýlený v síti textů ostatních autorů, kde cestu volí čtenář. Hypertext tak ničí jednohlasnost a fyzickou izolaci textu tím, že jej kontextualizuje pomocí odkazů, které původní text asociují (sekundární, tematicky spřízněné materiály, dobové dokumenty.) Hypertextové odkazy tak slouží ke zmapování intertextuality a intratextuality, tedy interních a externích zmínek a referencí k textu, a tak mažou hranici mezi tím, co je uvnitř a vně textu.

## Akademické konference
Jedna ze špičkových konferencí pro výzkum hypertextu je každoroční Conference on Hypertext and Hypermedia (v překladu Konference hypertextu a hypermédií) pořádaná asociací Association for Computing Machinery (ACM).
Mnoho zajímavých dokumentů, i když ne pouze o hypertextu, obsahuje také řada WWW konferencí podporovaných IW3C2 (International World Wide Web Conference Committee), které představují fórum pro diskusi a debatu o vývoji webu, standardizaci souvisejících technologií a dopadu těchto technologií na společnost a kulturu. Zde je seznam Archivováno 10. 11. 2016 na Wayback Machine. s odkazy na všechny konference.